# Синегорье (торговый комплекс)

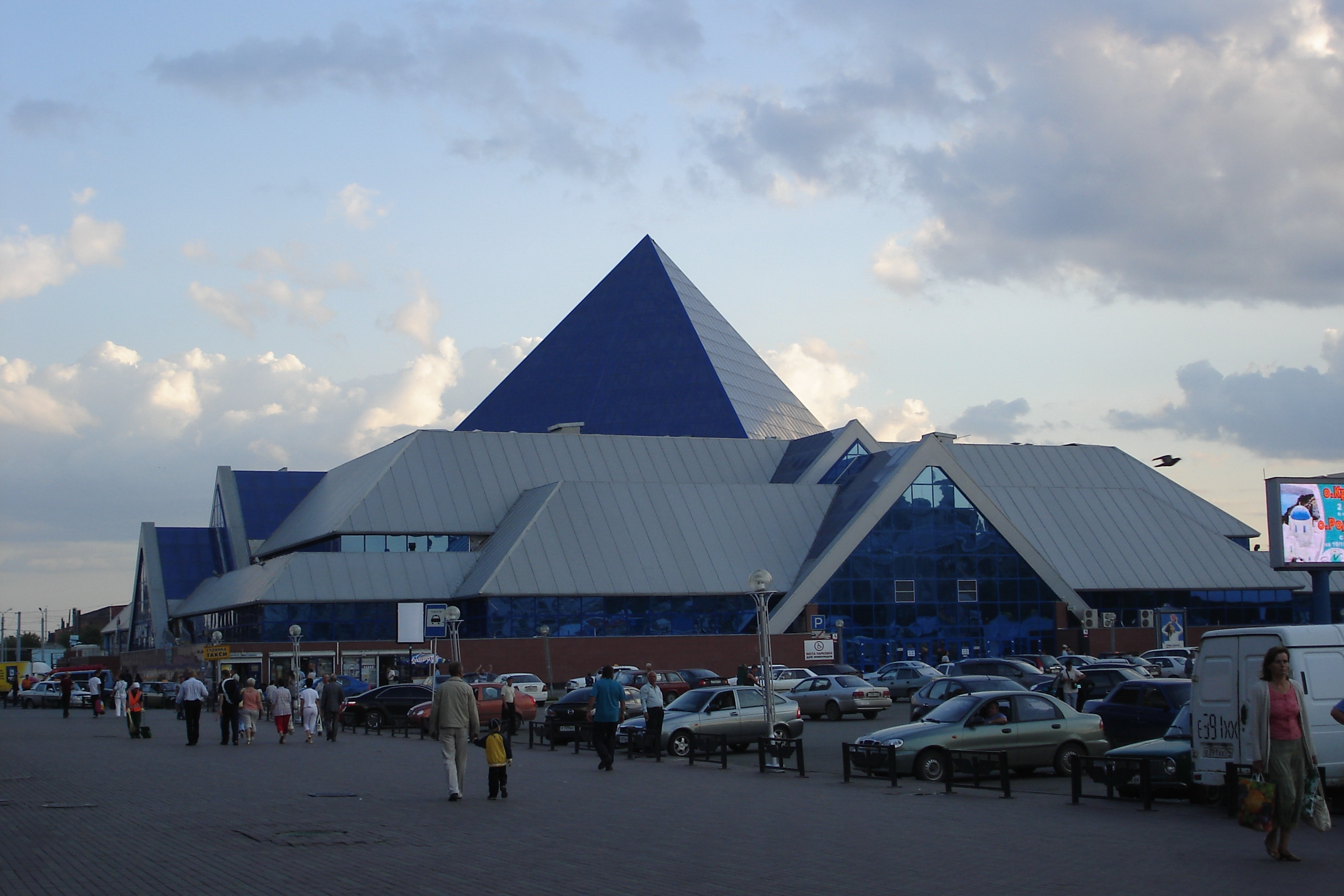
ТК «Синегорье», вид с главного входа железнодорожного вокзала

Торговый комплекс «Синего́рье» — сооружение на Привокзальной площади в Челябинске. Расположен по адресу ул. Степана Разина, 9, в непосредственной близости от здания железнодорожного вокзала и перронов станции Челябинск-Главный. Находясь на Привокзальной площади, «Синегорье» огораживая его с южной стороны и обладая своеобразной архитектурой, вместе с железнодорожным вокзалом, памятником «Сказ об Урале», Церковью Смоленской иконы Божией Матери составляет единый архитектурный ансамбль Привокзальной площади города.

## Описание

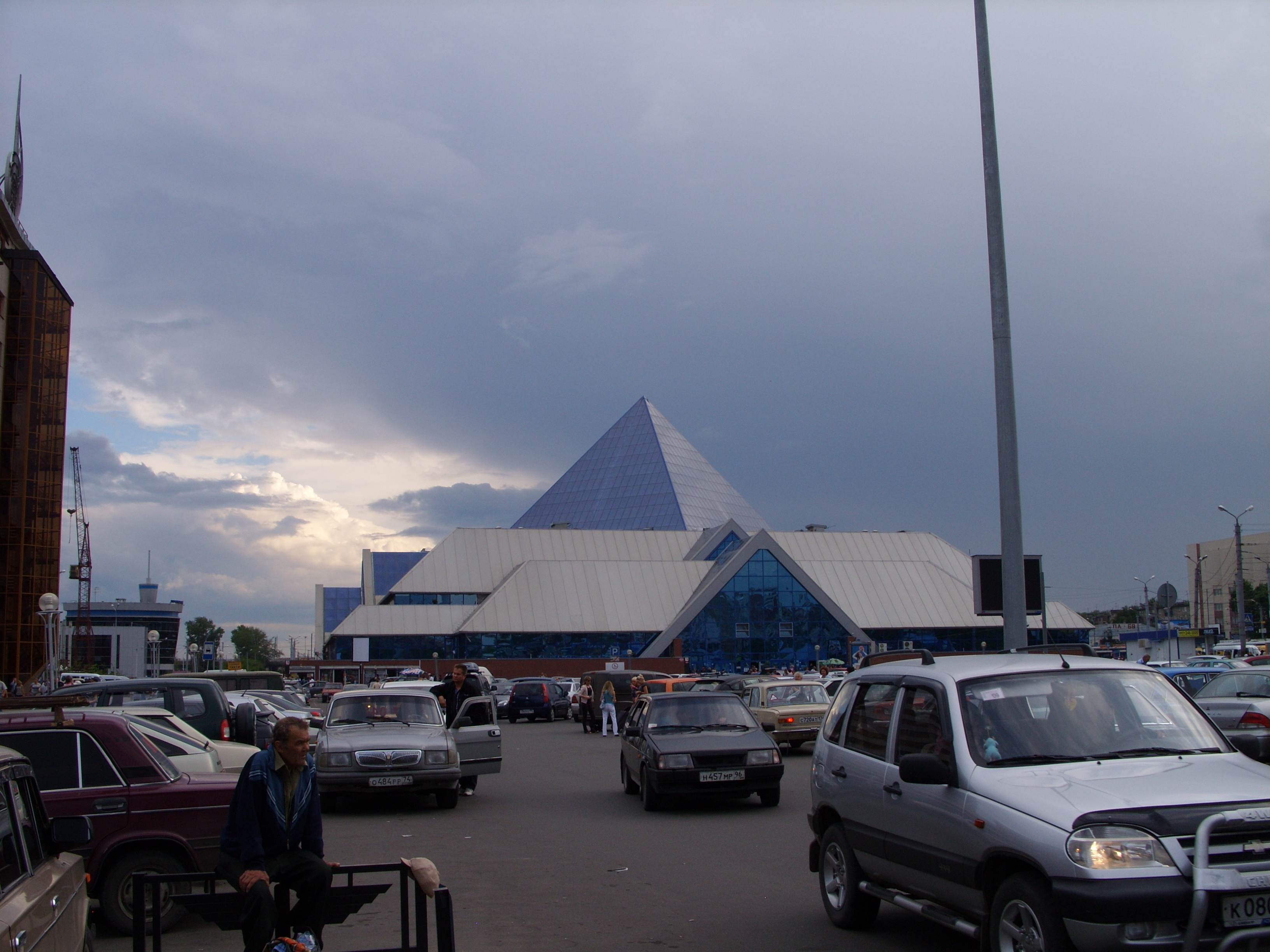
ТК «Синегорье» со стороны Привокзальной площади (северная сторона)

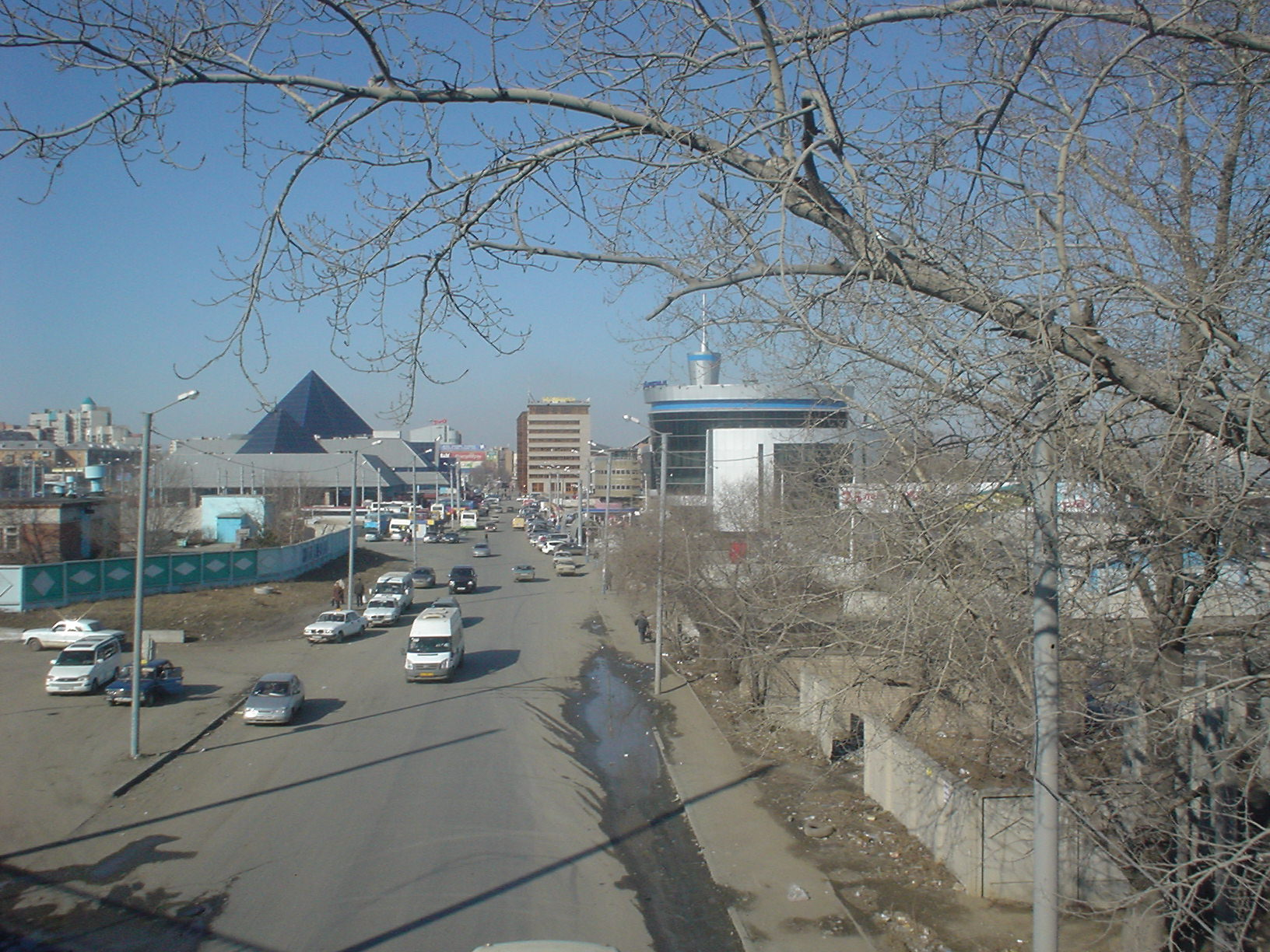
Слева — ТК «Синегорье» со стороны автовокзала (южная сторона), правее — здания пригородного железнодорожного вокзала и основного здания железнодорожного вокзала

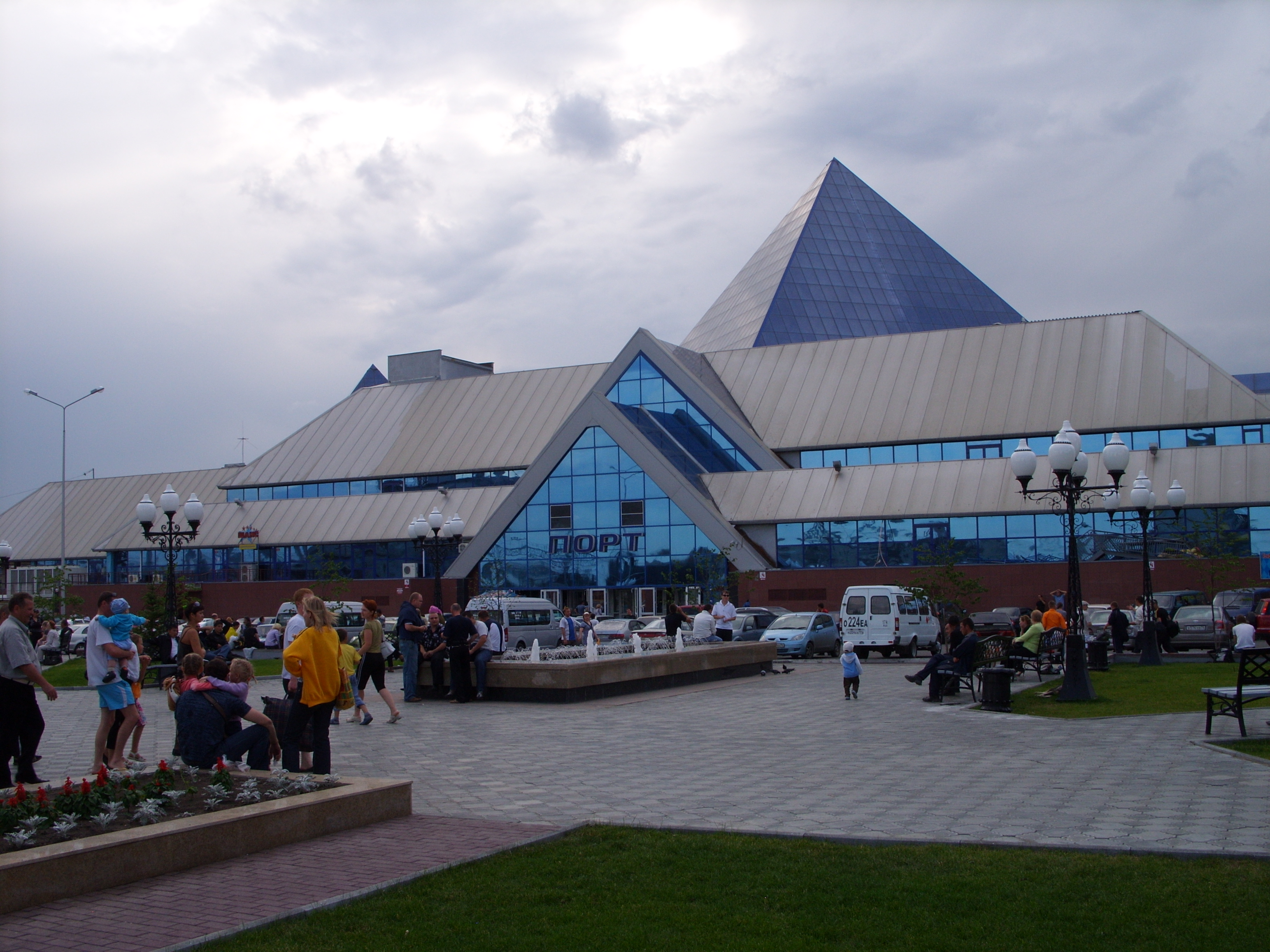
ТК «Синегорье» со стороны перрона железнодорожного вокзала (восточная сторона)

Территориально относится к Советскому району города, на стыке с Ленинским и Центральным районами.
Здание торгового комплекса спроектировано головным проектным институтом «Челябинскгражданпроект». Архитектурно скомпоновано в виде гигантского голубого кристалла, состоящего из нескольких огромных стеклянных пирамид. Контектстно при этом подразумеваются Уральские горы. Построено в стиле hi-tech — из тонированного стекла с зеркальным эффектом и металла.
Архитекторы: С. Якобюк (главный архитектор), О. Никитенко, А. Ваганов, А. Бушуев. Проект был демонстрирован на XI международном фестивале «Зодчество-2003».

«Вариантов было много. Все они, однако, „крутились“ вокруг одной идеи. Транспортные ворота области должны встречать приезжающих чем-то „фирменным“, нести смысловую нагрузку, подчеркивая своеобразие региона, языком архитектуры выделяя его индивидуальные черты. Пирамидальное сооружение со стеклянными фонарями на месте крыши лучше всего соответствует этой задумке. Очертаниями оно будет напоминать остроконечные вершины Каменного пояса или, быть может, кристаллы горного хрусталя (кто что увидит). Но это также станет „работать“ на содержательную сторону, формируя образ Синегорья».— Сергей Якобюк
Начало строительства: май 2001 года. Строительство проводил ООО «Стройсвязьурал-1» и более 20 субподрядчиков.
Дата открытия: 25 декабря 2002 года. Общая площадь: 28 200 м², торговая — 16 000 кв.м. Состоит из 3 этажей и цокольного этажа. Первоначально был назван «Порт-Артур».
Главное естественное освещение в здании — центральная стеклянная крыша пирамидальной формы. Стены и крыша облицованы тонированным сине-голубым стеклом, в ночное время подсвечиваются.

«Особенностью проекта „Синегорья“ являлось то обстоятельство, что привокзальная площадь прежде представляла собою неблагоустроенное пространство. Здесь располагались и рынок, и остановки-стоянки общественного транспорта. Необходимо было по-новому организовать пространство, сделать так, чтобы площадь как бы олицетворяла собою наш город в глазах приезжего человека. К тому же необходимо было и решить задачу размещения автобусного вокзала. Так родился образ гор, своеобразного отражения Урала. К тому же такой объект выигрышно смотрится со всех сторон: и от вокзала, и со стороны путепровода, и с улицы Степана Разина. По-новому спланированная привокзальная площадь, новое трамвайное кольцо — словом, так получилось, что узел „вокзал-Синегорье“ скрепляет все окружающее пространство».— Сергей Якобюк, 2005 г.
В силу финансовых и других причин не реализованы при строительстве здания:
- фонтан на первом этаже здания
- эскалатор на первом этаже здания
- подземный пешеходный переход

## История
В окрестностях железнодорожного вокзала Челябинска располагался Николаевский посёлок, застроенный малоэтажными частными домами. В 1965 году было построено новое здание железнодорожного вокзала, значительно расширена Привокзальная площадь в юго-западном направлении. С южной стороны площадь ограничивалась на всю ширину зданием ПТУ. Ранее на месте «Синегорья» располагался магазин для сельскохозяйственной продукции. Во время ВОВ в нём был развернут один из цехов эвакуированного из Москвы завода «Красный пролетарий». В августе 1945 г. на этом месте открылось ремесленное училище № 19 Министерства трудовых резервов (c 1962 г. — ГПТУ № 5, ныне — ГБОУ СПО «Челябинский механико-технологический техникум»). В 1980-е годы здание занимаемое ГПТУ было снесено и на его месте оборудован рынок «Элизбар». В 1990-е годы на его месте было решено возвести торговый комплекс с автовокзалом (Ранее «Южный автовокзал» располагался на первом этаже северного крыла здания железнодорожного вокзала). Первоначально планировалось построить только автовокзал с многоуровневой автостоянкой.

## Автовокзал «ТК „Синегорье“»

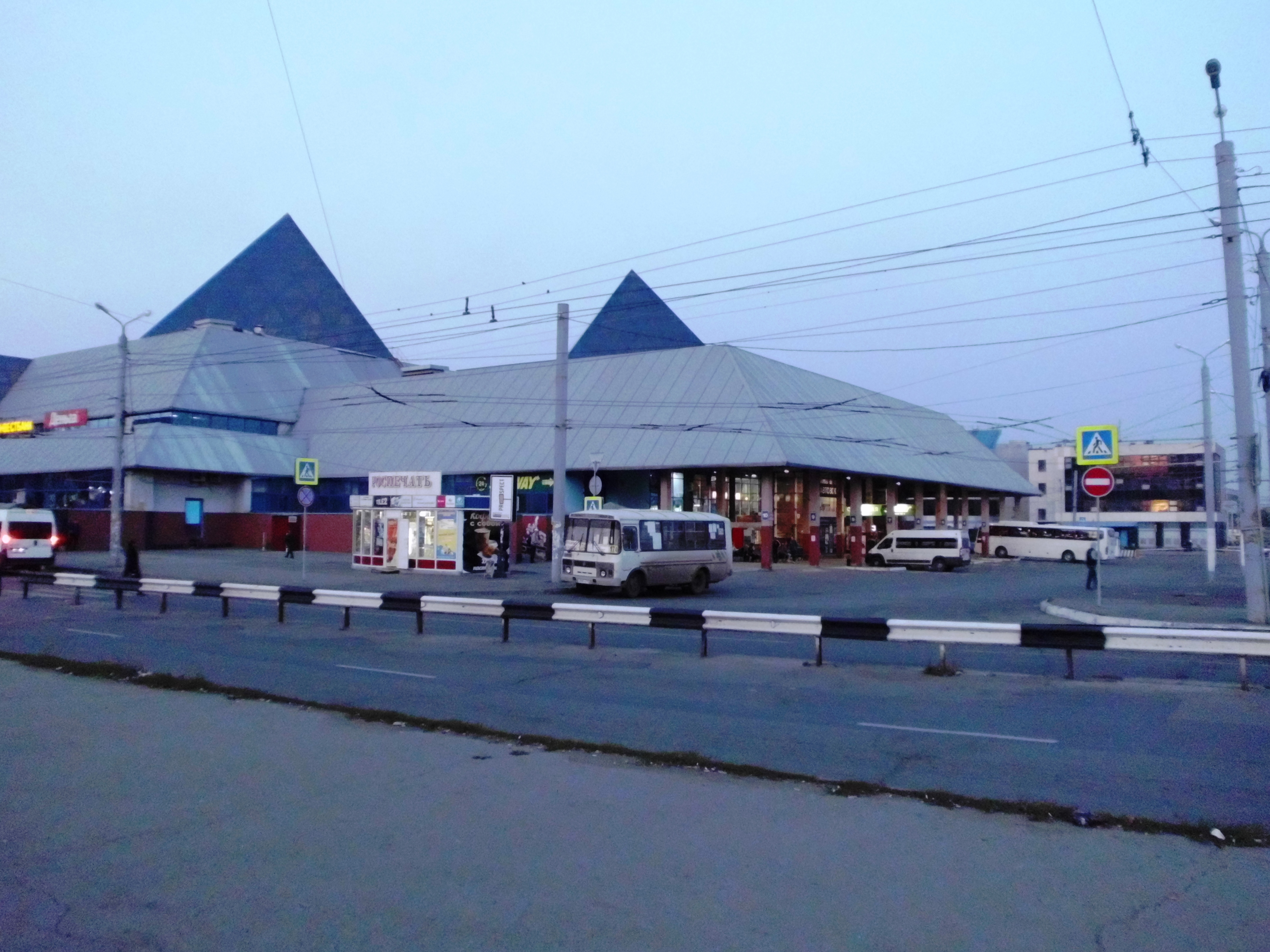
Автовокзал и перроны автовокзала в юго-западной части здания

Конечный вариант здания на Привокзальной площади подразумевал сочетание в себе торгового комплекса и автовокзала. В 2003 году автовокзал «Южный» был перемещён в «Синегорье» после его постройки и проведением реконструкции здания железнодорожного вокзала (1999—2005 гг.), где он раньше размещался.
21 июля 2011 года автовокзал «Южный» из ТК «Синегорье» был перемещён во вновь созданный автовокзал в ДС «Юность», куда так же был пермещён и автовокзал «Северный», располагавшийся до этого возле «Торгового центра».
В 2014 году с целью разгрузки автовокзала «ДС „Юность“», а также по просьбе жителей города и для удобства пересадки пассажиров, прибывающих (убывающих) на железнодорожный вокзал Челябинска снова был открыт автовокзал (автостанция) в «Синегорье», в части цокольного этажа. Так же была открыта автостанция (автовокзал) «Северные ворота» в Металлургическом районе (ЧМЗ).
В 2015 году у ТК «Синегорье» был построен новый пассажирский терминал — автовокзал «Южные ворота». При этом, пригородные маршруты автобусов было запланировано обслуживать во вновь построенном терминале, а междугородные и международные маршруты в терминале в ТК «Синегорье», перенесённого к тому времени из цокольного этажа здания на первый этаж.
С автовокзала осуществляются международные, междугородные и пригородные автобусные сообщения. По состоянию на 29.08.2015 г. с автовокзала осуществляются автобусные отправления по 8 пригородным маршрутам (всего около 200 рейсов) и 49 международным и междугородным маршрутам (всего около 230 рейсов) в сутки.
В ноябре 2020 года было региональными властями решено о закрытии автовокзала «Центральный» (у ДС «Юность») и в 2021 году начат перенос около 1/3 рейсов на автовокзал «Южные ворота».

## Остановки городского общественного транспорта «ТК „Синегорье“»
В 2006—2012 гг. остановки (как и конечные пункты маршрута) городского общественного транспорта у железнодорожного вокзала Челябинска назывались по названию комплекса — «ТК „Синегорье“». В феврале 2012 г. они были переименованы обратно на «Железнодорожный вокзал» и «Привокзальная площадь». В сентябре 2023 года конечные остановки общественного транспорта переименованы в «Автовокзал».
В 2021 году в связи с переносом междугородних автобусных рейсов на автовокзал «Южные ворота» были запланированы изменения и городской транспортной системы на Привокзальной площади, а именно перенос места разворота троллейбусов, городских автобусов и маршрутных такси обратно напротив вокзала, т. е. с южной части «Синегорья» на северную, однако реального переноса не произошло.